# Antigua Línea 2 (TUVISA)
La antigua línea 2 de TUVISA de Vitoria bordeaba en sentido horario el centro de la ciudad.

## Características
Esta línea conectaba toda la zona exterior al centro de Vitoria de manera circular en sentido horario.
La línea dejó de estar en funcionamiento a finales de octubre de 2009, como todas las demás antiguas líneas de TUVISA, cuándo el mapa de transporte urbano en la ciudad fue modificado completamente.

### Frecuencias
| de lunes a viernes laborables |        |
| 5:10, 5:52, 6:37              |        |
| de 7:07 a 22:20               | 15 min |
| sábados laborables            |        |
| de 7:20 a 23:20               | 40 min |
| domingos y festivos           |        |
| de 8:00 a 22:00               | 40 min |

| de lunes a viernes laborables |        |
| 5:30, 6:15                    |        |
| de 7:00 a 22:15               | 15 min |
| sábados laborables            |        |
| de 7:20 a 23:20               | 40 min |
| domingos y festivos           |        |
| de 8:20 a 22:20               | 40 min |

## Recorrido
La Línea comenzaba su recorrido en Mendizorrotza, para inmediatamente acceder a la Calle Rosalía de Castro, para después girar a la derecha por Portal de Castilla. Giraba a la izquierda por la Avenida de Gasteiz, la que abandonaba por la Plaza de la Constitución para llegar a la Cofradía de Arriaga. Tras un breve paso por el Portal de Arriaga, accedía a la Cuadrilla de Vitoria, para llegar finalmente a la Cuadrilla de Zuya, donde se encontraba la parada de regulación horaria.
Tras retomar el recorrido, enseguida giraba a la derecha por la Calle Obispo Ballester, sin desviarse, seguía por Los Herrán, José Mardones y José Lejarreta acabando en la Calle Florida. Giraba a la izquierda para cruzar el ferrocarril por el Puente de San Cristóbal. Le llevaba directamente a Comandante Izarduy, donde tras girar a la derecha por el Paseo de la Zumaquera, y pasar por la Calle Álava y Salbatierrabide llegaba al punto inicial de la línea.

## Paradas
| KBHFa |

| HST |

| HST |

| SBRÜCKE |

| HST |

| HST |

| HST |

| HST |

| HST |

| HST |

| HST |

| HST |

| BHF |

| HST |

| HST |

| HST |

| HST |

| HST |

| HST |

| HST |

| STRo |

| HST |

| HST |

| HST |

| HST |

| KBHFe |

| KBHFa |

| HST |

| HST |

| SBRÜCKE |

| HST |

| HST |

| HST |

| HST |

| HST |

| HST |

| HST |

| HST |

| BHF |

| HST |

| HST |

| HST |

| HST |

| HST |

| HST |

| HST |

| STRo |

| HST |

| HST |

| HST |

| HST |

| KBHFe |

| KBHFa |

| HST |

| HST |

| SBRÜCKE |

| HST |

| HST |

| HST |

| HST |

| HST |

| HST |

| HST |

| HST |

| BHF |

| HST |

| HST |

| HST |

| HST |

| HST |

| HST |

| HST |

| STRo |

| HST |

| HST |

| HST |

| HST |

| KBHFe |

| KBHFa |

| HST |

| HST |

| SBRÜCKE |

| HST |

| HST |

| HST |

| HST |

| HST |

| HST |

| HST |

| HST |

| BHF |

| HST |

| HST |

| HST |

| HST |

| HST |

| HST |

| HST |

| STRo |

| HST |

| HST |

| HST |

| HST |

| KBHFe |